# پونیین سلوان: قسمت دوم
پونیین سلوان: قسمت دوم (به هندی: Ponniyin Selvan: II) یا پسر پونی (انگلیسی: The Son of Ponni) فیلم اکشن درام تاریخی حماسی هندی تامیل-زبان، تولید سال ۲۰۲۳ است که کارگردانی آن بر عهده مانی راتنام بود. بازیگران اصلی فیلم را گروه بازیگرانی شامل ویکرام، آیشواریا رای باچان، جایام راوی، کارتی، تریشا، جایارام، پرابو، آر.ساراتکومار، سوبهیتا دولیپالا، آیشواریا لکشمی، ویکرام پرابو، پراکاش راج، رحمان و آر. پارتیبان تشکیل می‌دهند.
این فیلم در سطح جهان در روز ۲۸ آوریل ۲۰۲۳، با فرمت‌های استاندارد آی‌مکس (IMAX)، ۴دی‌ایکس (4DX)، یی‌پی‌آی‌کیو (EPIQ) اکران شد. فیلم پونیین سلوان: قسمت ۲ بعد از اکران، نقدهای مثبت منتقدان را دریافت کرد.